# 磯永優二
磯永 優二（いそなが ゆうじ、1955年〈昭和30年〉8月 - ）は、日本の政治家。豊前市議会議員（7期）。

## 略歴
1995年8月に福岡県豊前市八屋で生まれる。1974年3月に中津工業高等学校を卒業。1974年4月に豊前市役所に入庁した後、勤続22年で退職。
1996年3月、豊前市議会議員に初当選。2020年3月に7期目の豊前市議会議員に当選し、現在に至る。

## 経歴
- 豊前市議会議長[1]
- 京築広域市町村圏事務組合議会議長
- 豊前市外二町清掃施設組合議会議長
- 吉富町外一市中学校組合議会副議長
- 豊前市外二町財産組合議会議員
- 京築地区水道企業団議会議員
- 福岡県介護保険広域連合議会議員
- 福岡県後期高齢者医療広域連合 連議員選挙区絡協議会会長
- 豊前市農業委員会委員
- 豊前市消防委員会会長
- 豊前市農業振興地域整備促進協議会会長
- 豊前市都市計画審議会委員
- 福岡県介護保険広域連合豊築支部 運営委員会委員
- 豊前・耶馬溪線道路開設促進協議会委員
- 豊前市ソフトバレーボール協会会長
- 新型コロナウイルス対策特別委員会委員長

## 人物
血液型はA型。一見とっつきにくいが、人情深く、辛抱強い。
趣味はショッピング・ゴルフ・旅行。野球・料理・計算が早いことを特技としている。

## 政策
公式サイトに掲載している政策は以下の通り
- 文化の香るまちに

郷土芸能・文化、スポーツなどの推進とともに、各種文化・スポーツ団体を育成し、市民相互の親睦と文化・体育などの振興を行い、魅力あるまちづくりを行う。安心・快適な教育環境づくりをめざす。
- 魅力ある街並みに

都市計画道路(臨海工業線)の実現で、高潮、高波对策や能徳工業団地進入路の安全確保や異常気象に対応した河川整備等を進める。買い物難民をつくらない制度や地域をめざす。
- 健康増進

高齢者や障害者が誇りを持って、生涯現役で生きるまちづくりを行う。医療費の助成など拡充を図る。
- 既存企業・事業者の支援 及び 企業誘致

若者の雇用を図るため、市条例を再検討し、企業誘致に努める。多様化するエネルギーを活かした循環型社会づくりをめざす。既存企業・事業者の意見を生かし、魅力ある地域づくりを進める。

## 実績
公式サイトに掲載している政策は以下の通り
- 2005年 河村化工(株)誘致
- 2014年 豊前開発環境エネルギー(株)誘致
- 2017年 豊前ニューエナジー合同会社(豊前バイオマス発電所)誘致
- 2018年 豊前ジビエセンター設立